# Laccocera bicornata
Laccocera bicornata är en insektsart som beskrevs av Crawford 1914. Laccocera bicornata ingår i släktet Laccocera och familjen sporrstritar. Inga underarter finns listade i Catalogue of Life.